# Septentrinna
Septentrinna is een geslacht van spinnen uit de familie van de  loopspinnen (Corinnidae).

## Soorten
- Septentrinna bicalcarata (Simon, 1896)
- Septentrinna paradoxa (F.O. P.-Cambridge, 1899)
- Septentrinna potosi Bonaldo, 2000
- Septentrinna retusa (F.O. P.-Cambridge, 1899)
- Septentrinna steckleri (Gertsch, 1936)
- Septentrinna yucatan Bonaldo, 2000